# Obaba
Obaba és una pel·lícula de coproducció hispano-alemanya del 2005 dirigida per Montxo Armendáriz. Està ambientada a Asteasu i a la vall d'Erreka de la Tolosaldea. Va ser candidata espanyola a l'Oscar a la millor pel·lícula de parla no anglesa, però al final no va ser seleccionada.

## Argument
Lourdes, amb tot just 23 anys, emprèn un viatge cap als territoris d'Obaba.
A l'equipatge hi porta una petita càmera de vídeo amb què vol atrapar la realitat d'Obaba, del seu món, de la seva gent. Vol captar el present, mostrar-lo tal com és. Però Obaba no és el lloc que Lourdes ha imaginat i aviat descobreix que els que hi viuen, com Merche, Ismael o Tomás, estan ancorats en un passat del qual no poden –no volen– escapar-se.
A través d'ells i de Miguel, un jove desimbolt i alegre amb qui entaula amistat, Lourdes va coneixent retalls de les seves vides: d'abans, de quan van ser nens o adults, i d'ara, de quan alguns encara continuen mantenint il·lusions.

## Repartiment
- Bárbara Lennie (Lourdes)
- Pilar López de Ayala (mestra)
- Eduard Fernández (Lucas)
- Juan Diego Botto (Miguel)
- Héctor Colomé (Ismael)
- Lluís Homar (Esteban adult)
- Mercè Sampietro (mare de Miguel)
- Txema Blasco (Tomás adult)
- Peter Lohmeyer (pare d'Esteban)
- Ryan Lee Cameron (Esteban)
- José María Asin (capellà)
- Álvaro Corvillo (Lucas)

## Comentaris
Basada en la novel·la Obabakoak, de Bernardo Atxaga, la pel·lícula tracta de la naturalesa del misteri, de la cerca del desconegut, de les coses no dites i, també, de les que diem i fem: mirades, gestos i actituds que, unes vegades de manera conscient i moltes altres sense pretendre-ho, determinen el sentit de la nostra existència.

## Palmarès cinematogràfic
- 1 Goya al millor so en la 20a edició (10 nominacions).[7]
- 1 nominació a la Conquilla d'Or. Va obrir el Festival Internacional de Cinema de Sant Sebastià 2005.[8]
- 5 nominacions als Premis del Cercle d'Escriptors Cinematogràfics.[9]
- 1 nominació als Premis Butaca de teatre i cinema de Catalunya.
- 1 nominació als Fotogramas de Plata 2005.[10]
- 2 premis en el Lliurament Anual de Premis ACE (2 nominacions).
- 1 nominació als Premis Unión de Actores en 2006.